# تشارلز ك. ألسويرث
تشارلز ك. ألسويرث (بالإنجليزية: Charles C. Ellsworth)‏ هو محامي وسياسي أمريكي، ولد في 29 يناير 1824 في الولايات المتحدة، وتوفي بنفس المكان في 25 يونيو 1899. حزبياً، نشط في الحزب الجمهوري والحزب الديمقراطي. انتخب عضو مجلس نواب ميشيغان ‏ وانتخب عضو مجلس النواب الأمريكي.